# Ctenucha schausi
Ctenucha schausi är en fjärilsart som beskrevs av Rothschild 1912. Ctenucha schausi ingår i släktet Ctenucha och familjen björnspinnare. Inga underarter finns listade i Catalogue of Life.